# Barkhera
Barkhera is een nagar panchayat (plaats) in het district Pilibhit van de Indiase staat Uttar Pradesh. 

## Demografie
Volgens de Indiase volkstelling van 2001 wonen er 9.881 mensen in Barkhera, waarvan 54% mannelijk en 46% vrouwelijk is. De plaats heeft een alfabetiseringsgraad van 41%. 